# مرزآباد (خداآفرین)
مرزآباد یکی از روستاهای استان آذربایجان شرقی است که در دهستان دیزمار شرقی بخش منجوان شهرستان خداآفرین واقع شده‌است بهترین جای گردشگری ایران و از لحاظ رود ارس کنار  روستا یکی از رایجترین طبیعت به خودش اختصاص داده